# 京都ホースレーシング
株式会社京都ホースレーシング（Kyoto Horse Racing Co. Ltd.）は、日本中央競馬会に馬主登録をしているクラブ法人である。愛馬会法人「株式会社京都サラブレッドクラブ」より匿名組合契約に基づく競走馬の現物出資を受けて、中央競馬などの競走に出走させている。
勝負服の柄は黄、青十字襷、袖青縦縞、冠名は特に用いない。かつての名称は「ニューワールドレーシング」。

## 概要
ハナズゴールの馬主として知られたマイケル・タバートが「日高地方の活性化」をコンセプトに、オーナーズクラブ「ニューワールドレーシング・オーナーズ」を2017年7月上旬に立ち上げ、その後同年12月に同様のコンセプトで立ち上げた一口クラブ「ニューワールドレーシング」が前身となっている一口クラブ。
2020年2月10日、クラブのリニューアルと代表者の変更が発表され、クラブ法人の名称が現在の「京都ホースレーシング」に改められた。

## 歴史

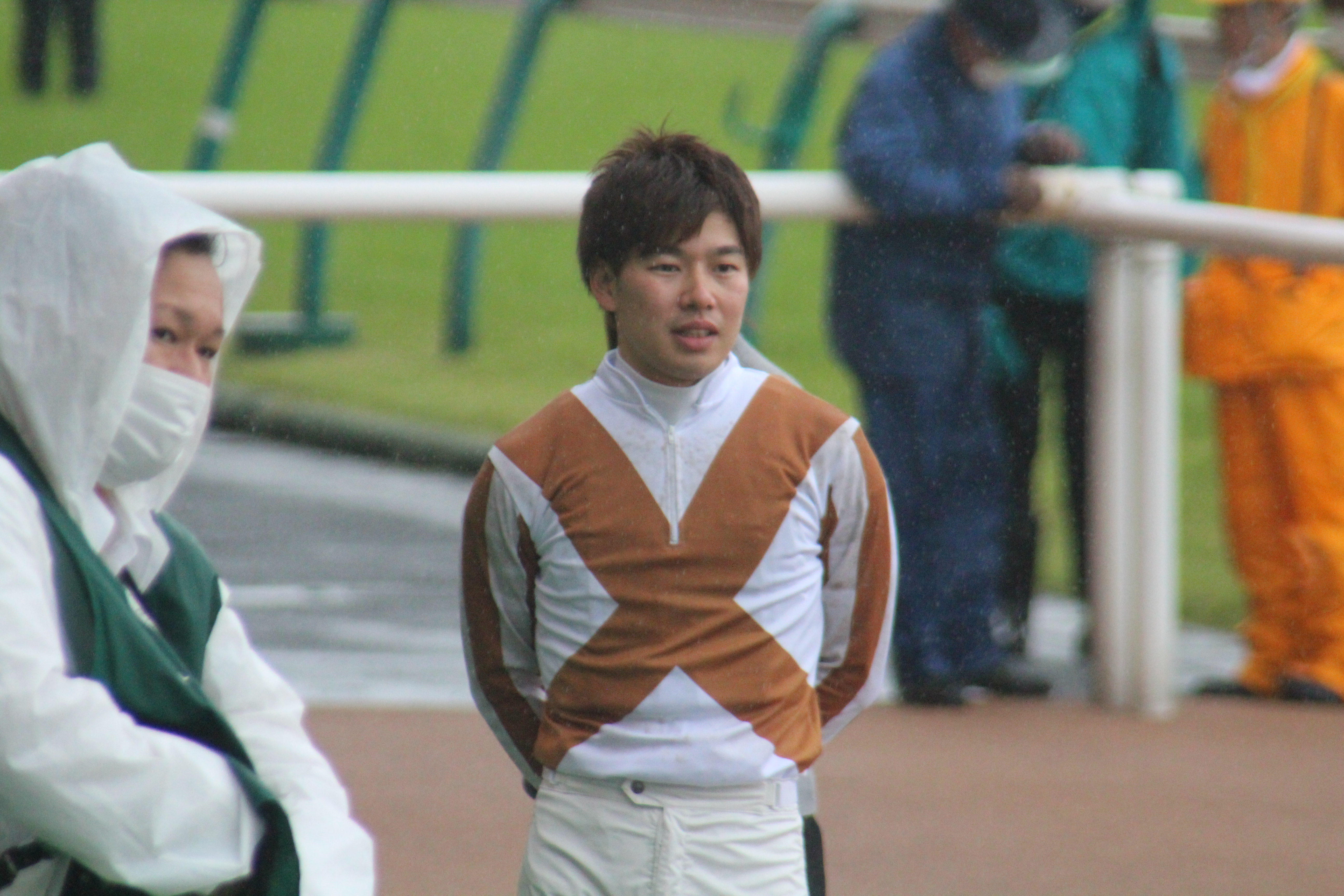
京都ホースレーシングの旧勝負服を着用した水口優也

- 2017年 - 12月、クラブ設立[2]。当初の代表は、クラブ法人（ニューワールドレーシング）は藤田好紀、愛馬会法人（ニューワールドレーシングクラブ）はマイケル・タバート[4]。勝負服の柄はマイケルの個人名義のものと同一の「白、茶十字襷、袖茶縦縞」。
- 2020年 - 2月、クラブのリニューアルを発表。クラブ法人を「京都ホースレーシング」（代表：マイケル・タバート）に、愛馬会法人を「京都サラブレッドクラブ」（代表：山上和良、セカンドテーブルなどの馬主）に改めた[5]。所属馬に関しても、これまでのクラシック路線からダート・スプリント路線を目標とするものに変更された[3][5]。
- 2023年 - 8月、創設者のマイケルが京都ホースレーシング代表を退任[6]。愛馬会の代表を務めていた山上が代表となり、代わりに藤井義人が愛馬会の代表に就任した[6]。同時に勝負服も、山上が個人名義で使用していた「黄、青十字襷、袖青縦縞」に変更となった[6]。

## 主な所有馬

### 現役馬
- フルム（2023年コールドムーンステークス）

## 京都サラブレッドクラブ（愛馬会法人）
代表者は藤井義人。

## ニューワールドレーシングオーナーズ（オーナーズクラブ）

藤田の勝負服

共有代表馬主は藤田好紀。勝負服の柄は黒、白山形一本輪、袖白二本輪、冠名は特に用いない。

### 所属馬
現役馬
- レディフォース（2024年河原町ステークス）

引退馬
- ノーワン（2019年フィリーズレビュー）